# ريزون رالي
كان ريزون رالي (بالإنجليزية: Reason Rally) الأول عبارة عن تجمع عام للعلمانية والتشكيك الديني عقد في ناشونال مول في واشنطن العاصمة في 24 مارس 2012. تمت رعاية المسيرة من قبل المنظمات الإلحادية والعلمانية الكبرى في الولايات المتحدة واعتبرت بمثابة "وودستوك للملحدين والمشككين". تم عقد ريزون رالي الثاني في 4 يونيو 2016 في نصب لنكولن التذكاري في واشنطن العاصمة.